# Segue 1
Segue 1 ist eine kleine Zwerggalaxie, die die Milchstraße umkreist, möglicherweise auch ein Kugelsternhaufen.
Obwohl Segue 1 nur wenige sichtbare Sterne besitzt, übt sie eine tausendmal stärkere Gravitation aus und hat damit eine tausendfach höhere Masse, als sie aufgrund ihrer Leuchtkraft vermuten ließe. Sie ist damit eines der extremsten Beispiele für eine Galaxie mit dunkler Materie.
Bei der Galaxie handelt es sich um eine von zahlreichen beinahe unsichtbaren Galaxien, die bei der Sloan Digital Sky Survey entdeckt wurden. Diese Galaxien enthalten etwa 100- bis 1000-mal so viel dunkle Materie wie sichtbare Materie. Die Milchstraße enthält dagegen etwa zehnmal so viel dunkle Materie wie sichtbare Materie.

## Weiteres
- Segue 2
- Zwerggalaxie
- Lokale Gruppe